# Bahnstrecke Sargans–Ziegelbrücke
| CityNightLine-Zug nach Chur bei Unterterzen im Jahr 2014 |                                              |                                                 |                                                 |
| Streckennummer (BAV): | 890                                          |                                                 |                                                 |
| Fahrplanfeld: | 900                                          |                                                 |                                                 |
| Streckenlänge: | 33,61 km                                     |                                                 |                                                 |
| Spurweite: | 1435 mm (Normalspur)                         |                                                 |                                                 |
| Stromsystem: | 15 kV 16,7 Hz ~                              |                                                 |                                                 |
| Streckengeschwindigkeit: | 160 km/h                                     |                                                 |                                                 |
| Zweigleisigkeit: | Ziegelbrücke–Mühlehorn, Tiefenwinkel–Sargans |                                                 |                                                 |
| |                                              |                                                 |                                                 |
| \| \| \| von Chur \| \| \| \| \| von Trübbach (Ostschlaufe) \| \| \| \| 0,0 \| Sargans Endpunkt S 17 \| 482 m ü. M. \| \| \| \| nach St. Margrethen \| \| \| \| 2,6 \| Mels \| 487 m ü. M. \| \| \| 9,7 \| Flums \| 441 m ü. M. \| \| \| 13,5 \| Walenstadt \| 426 m ü. M. \| \| \| 14,2 \| Seez \| Seez \| \| \| \| altes Trassee bis 1941 \| \| \| \| \| Bommersteintunnel (alt 188 bzw. neu 453 m) \| \| \| \| \| \| \| \| \| 16,4 \| Mols \| 428 m ü. M. \| \| \| 18,1 \| Unterterzen \| 426 m ü. M. \| \| \| \| Bühltunnel (114 m) \| \| \| \| 21,2 \| Murg \| 427 m ü. M. \| \| \| 23,3 \| Tiefenwinkel \| Tiefenwinkel \| \| \| \| Ende Doppelspur / Beginn Eingleisstrecke \| \| \| \| \| Stutztunnel (133 m) \| \| \| \| \| Ende Eingleisstrecke / Beginn Doppelspur \| \| \| \| 24,5 \| Mühlehorn \| 426 m ü. M. \| \| \| \| Hinterdörfli (78 m) \| \| \| \| \| altes Trassee bis 1960, ab 1964 Walenseestrasse \| \| \| \| \| Fehlerprofil -0,06 km \| \| \| \| \| Hechlenhorntunnel (86 m) \| \| \| \| \| Glattwandtunnel (111 m) \| \| \| \| \| Standenhorntunnel (258 m) \| \| \| \| \| Weisswand-Ofeneck-Tunnel (781 m) \| \| \| \| \| Kerenzerbergtunnel (3955 m) \| \| \| \| \| Escherkanal \| \| \| \| \| \| \| \| \| 29,4 \| Gäsi altes Trassee bis 1969 \| Gäsi altes Trassee bis 1969 \| \| \| 30,7 \| Weesen (Personenverkehr bis 2014) \| 425 m ü. M. \| \| \| \| von Linthal (bis 1931) \| \| \| \| \| \| \| \| \| \| \| \| \| \| \| Linthkanal \| \| \| \| 31,5 \| Weesen \| 428 m ü. M. \| \| \| \| Linthkanal \| \| \| \| \| \| \| \| \| \| \| \| \| \| \| Biberlikopftunnel (305 m) \| \| \| \| \| von Linthal \| \| \| \| \| \| \| \| \| 33,6 \| Ziegelbrücke \| 425 m ü. M. \| \| \| \| nach Rapperswil S 17 \| \| \| \| \| nach Zürich \| \| |                                              |                                                 |                                                 |
| Strecke |                                              | von Chur                                        | von Chur                                        |
| Abzweig geradeaus und von rechts |                                              | von Trübbach (Ostschlaufe)                      | von Trübbach (Ostschlaufe)                      |
| Bahnhof | 0,0                                          | Sargans Endpunkt S 17                           | 482 m ü. M.                                     |
| Abzweig geradeaus und nach rechts |                                              | nach St. Margrethen                             | nach St. Margrethen                             |
| Bahnhof | 2,6                                          | Mels                                            | 487 m ü. M.                                     |
| Bahnhof | 9,7                                          | Flums                                           | 441 m ü. M.                                     |
| Bahnhof | 13,5                                         | Walenstadt                                      | 426 m ü. M.                                     |
| Brücke über Wasserlauf | 14,2                                         | Seez                                            | Seez                                            |
| Verschwenkung von links (Strecke außer Betrieb) · Verschwenkung von rechts |                                              | altes Trassee bis 1941                          | altes Trassee bis 1941                          |
| Tunnel (Strecke außer Betrieb) · Tunnel |                                              | Bommersteintunnel (alt 188 bzw. neu 453 m)      | Bommersteintunnel (alt 188 bzw. neu 453 m)      |
| Verschwenkung nach links (Strecke außer Betrieb) · Verschwenkung nach rechts |                                              |                                                 |                                                 |
| ehemaliger Haltepunkt / Haltestelle | 16,4                                         | Mols                                            | 428 m ü. M.                                     |
| Bahnhof | 18,1                                         | Unterterzen                                     | 426 m ü. M.                                     |
| Tunnel |                                              | Bühltunnel (114 m)                              | Bühltunnel (114 m)                              |
| Haltepunkt / Haltestelle | 21,2                                         | Murg                                            | 427 m ü. M.                                     |
| Blockstelle | 23,3                                         | Tiefenwinkel                                    | Tiefenwinkel                                    |
| Strecke |                                              | Ende Doppelspur / Beginn Eingleisstrecke        | Ende Doppelspur / Beginn Eingleisstrecke        |
| Tunnel |                                              | Stutztunnel (133 m)                             | Stutztunnel (133 m)                             |
| Strecke |                                              | Ende Eingleisstrecke / Beginn Doppelspur        | Ende Eingleisstrecke / Beginn Doppelspur        |
| Bahnhof | 24,5                                         | Mühlehorn                                       | 426 m ü. M.                                     |
| Brücke |                                              | Hinterdörfli (78 m)                             | Hinterdörfli (78 m)                             |
| Verschwenkung von links (Strecke außer Betrieb) · Verschwenkung von rechts |                                              | altes Trassee bis 1960, ab 1964 Walenseestrasse | altes Trassee bis 1960, ab 1964 Walenseestrasse |
| Strecke (außer Betrieb) · Kilometer-Wechsel |                                              | Fehlerprofil -0,06 km                           | Fehlerprofil -0,06 km                           |
| Tunnel (Strecke außer Betrieb) · Tunnelanfang |                                              | Hechlenhorntunnel (86 m)                        | Hechlenhorntunnel (86 m)                        |
| Tunnel (Strecke außer Betrieb) · Strecke (im Tunnel) |                                              | Glattwandtunnel (111 m)                         | Glattwandtunnel (111 m)                         |
| Tunnel (Strecke außer Betrieb) · Strecke (im Tunnel) |                                              | Standenhorntunnel (258 m)                       | Standenhorntunnel (258 m)                       |
| Tunnel (Strecke außer Betrieb) · Strecke (im Tunnel) |                                              | Weisswand-Ofeneck-Tunnel (781 m)                | Weisswand-Ofeneck-Tunnel (781 m)                |
| Strecke (außer Betrieb) · Tunnelende |                                              | Kerenzerbergtunnel (3955 m)                     | Kerenzerbergtunnel (3955 m)                     |
| Brücke über Wasserlauf (Strecke außer Betrieb) · Brücke über Wasserlauf |                                              | Escherkanal                                     | Escherkanal                                     |
| Verschwenkung nach links (Strecke außer Betrieb) · Verschwenkung nach rechts |                                              |                                                 |                                                 |
| Verschwenkung von links · Verschwenkung von rechts (Strecke außer Betrieb) | 29,4                                         | Gäsi altes Trassee bis 1969                     | Gäsi altes Trassee bis 1969                     |
| Dienststation / Betriebs- oder Güterbahnhof · Strecke (außer Betrieb) | 30,7                                         | Weesen (Personenverkehr bis 2014)               | 425 m ü. M.                                     |
| Strecke · Abzweig geradeaus und von links (Strecke außer Betrieb) |                                              | von Linthal (bis 1931)                          | von Linthal (bis 1931)                          |
| Strecke nach halblinks · Strecke ehemals nach halbrechts |                                              |                                                 |                                                 |
| Strecke ehemals von halblinks · Strecke von halbrechts |                                              |                                                 |                                                 |
| Brücke über Wasserlauf (Strecke außer Betrieb) · Strecke |                                              | Linthkanal                                      | Linthkanal                                      |
| Bahnhof (Strecke außer Betrieb) · Strecke | 31,5                                         | Weesen                                          | 428 m ü. M.                                     |
| Strecke (außer Betrieb) · Brücke über Wasserlauf |                                              | Linthkanal                                      | Linthkanal                                      |
| Strecke ehemals nach halblinks · Strecke nach halbrechts |                                              |                                                 |                                                 |
| Strecke von halblinks · Strecke ehemals von halbrechts |                                              |                                                 |                                                 |
| Tunnel · Strecke (außer Betrieb) |                                              | Biberlikopftunnel (305 m)                       | Biberlikopftunnel (305 m)                       |
| Strecke · Abzweig ehemals geradeaus und von links |                                              | von Linthal                                     | von Linthal                                     |
| Verschwenkung nach links · Verschwenkung nach rechts |                                              |                                                 |                                                 |
| Bahnhof | 33,6                                         | Ziegelbrücke                                    | 425 m ü. M.                                     |
| Abzweig geradeaus und nach rechts |                                              | nach Rapperswil S 17                            | nach Rapperswil S 17                            |
| Strecke |                                              | nach Zürich                                     | nach Zürich                                     |

Die Bahnstrecke Sargans–Ziegelbrücke, auch Walenseelinie genannt, ist eine Eisenbahnstrecke der Schweizerischen Bundesbahnen (SBB). Sie ist Teil der Verbindung von Zürich nach Chur und nach Österreich.

## Linienführung
Ab dem Bahnhof Ziegelbrücke ergibt sie die Fortsetzung der Linksufrigen Zürichseebahn. Sie ist eine wichtige Bahnverbindung im Süden und Osten des Kantons St. Gallen und folgt als solche dem linken Ufer des Walensees und dem Seeztal. Bis auf ein kurzes, einspuriges Teilstück zwischen Mühlehorn und Murg ist sie doppelspurig. In Sargans vereinigt sie sich mit der Rheintallinie. Für die EuroCitys und Güterzüge, die direkt zwischen Zürich und Österreich verkehren, besteht seit den Achtzigerjahren ein zusätzliches Verbindungsgleis, damit diese keine Spitzkehre mehr durchlaufen müssen.
Die Strecke verlässt den Bahnhof Ziegelbrücke heute ostwärts durch den Biberlichopftunnel, um sofort den Linthkanal zu überbrücken und im weiten Talboden parallel zur A3 an den Südrand des Walensees zu gelangen. Die ursprüngliche Linienführung hier ist im folgenden Abschnitt «Geschichte» ausführlich dargestellt.
Nach Kreuzung des Escherkanals unmittelbar nördlich der Autobahn waren ursprünglich zahlreiche Kunstbauten erforderlich, um an den Steilabfällen des Kerenzerbergs zum Walensee hin bis Mühlehorn zu gelangen. Heute ist das alte Trassee in der Walenseestrasse aufgegangen, und die Bahnlinie hinterfährt den schwierigen Uferabschnitt  im Kerenzerbergtunnel. Ab Mühlehorn geht es wieder in der ursprünglichen, offenen Bauweise hart am Seeufer bis Walenstadt. Im Talboden der Seez geht es nun meist gebündelt mit der Autobahn geradlinig südostwärts bis Sargans. Hier befindet sich die unmerkliche Talwasserscheide zum Alpenrhein.

### Bahnstromleitung Altendorf–Sargans

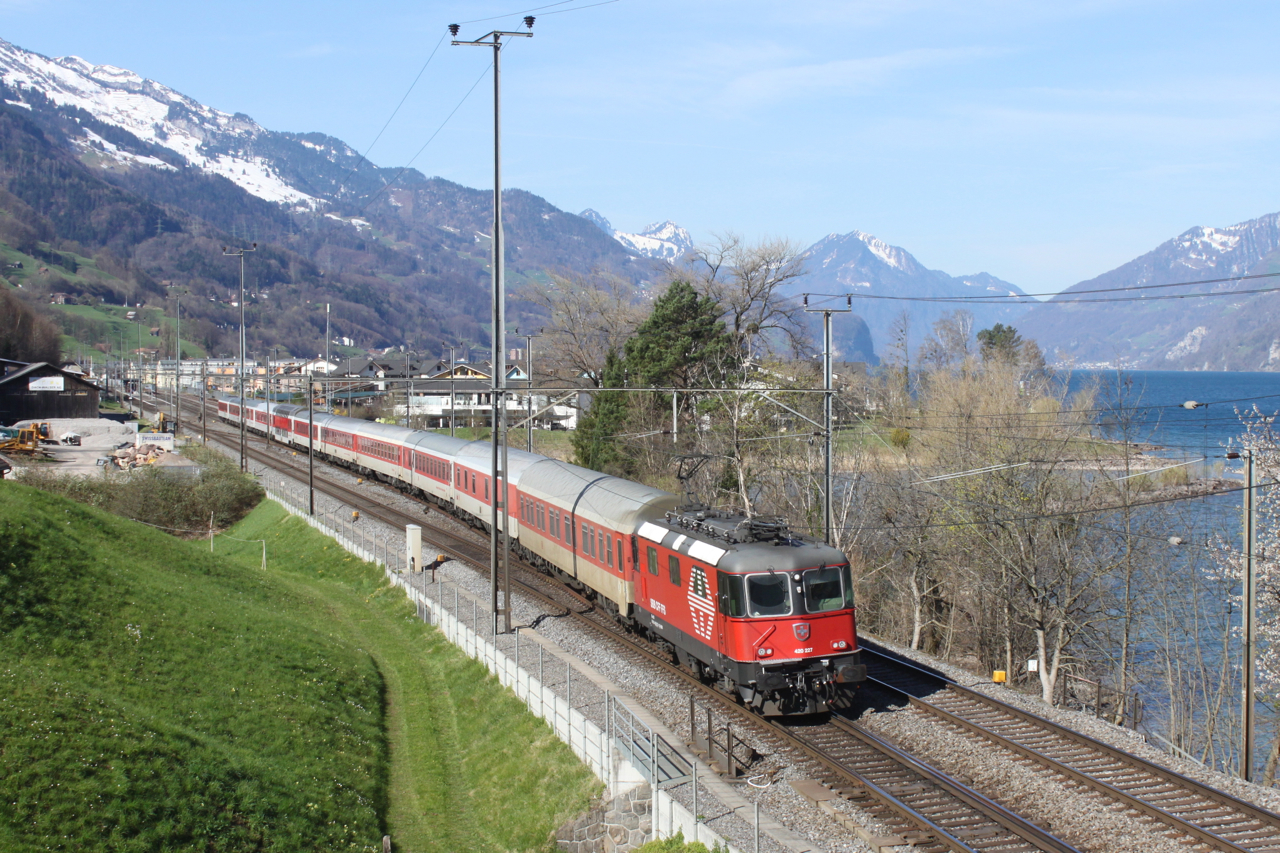
Die Bahnstromleitung Altendorf–Sargans mit der Bahnstrecke Ziegelbrücke-Chur und einem CityNightLine bei Unterterzen. Inzwischen wurden die Seile von den Masten entfernt, so dass einzig über die Hybridleitung Niederurnen–Mels eine Verbindung von Ziegelbrücke nach Sargans besteht.

Nachdem das Etzelwerk in Altendorf dem Betrieb übergeben worden war, eröffneten die SBB entlang des Bahntrassees eine zweisystemige Bahnstromleitung von Altendorf zum Unterwerk Sargans. Beim Biberlichopf verläuft die Linie von der Bahnlinie getrennt. Unterirdisch verlief sie einzig parallel zum Kerenzerbergtunnel. In den 1970er Jahren wurde mit dem Ausbau auf vier Systeme begonnen. In den 1980er Jahren waren die Ausbauarbeiten zwischen Altendorf und Ziegelbrücke vollendet, und die Leitung wurde dort an das Unterwerk angeschlossen.
Die Fortsetzung der Ausbauarbeiten erwies sich als problematischer als bisher. Das Elektrizitätswerk der Stadt Zürich (EWZ) erklärte sich bereit, ihr Leitungstrassee Sils–Fällanden zwischen Niederurnen und Mels für die zwei neu zu bauenden 132-kV-Seile zur Verfügung zu stellen. Dazu mussten die Masten erhöht und die Fundamente teils verstärkt werden, was zu Enteignungen führte. Die Bahnstromleitung wurde über den sechs 380-kV-Leitern des EWZ befestigt. Solche Gemeinschaftsleitungen werden als Hybridleitungen bezeichnet.

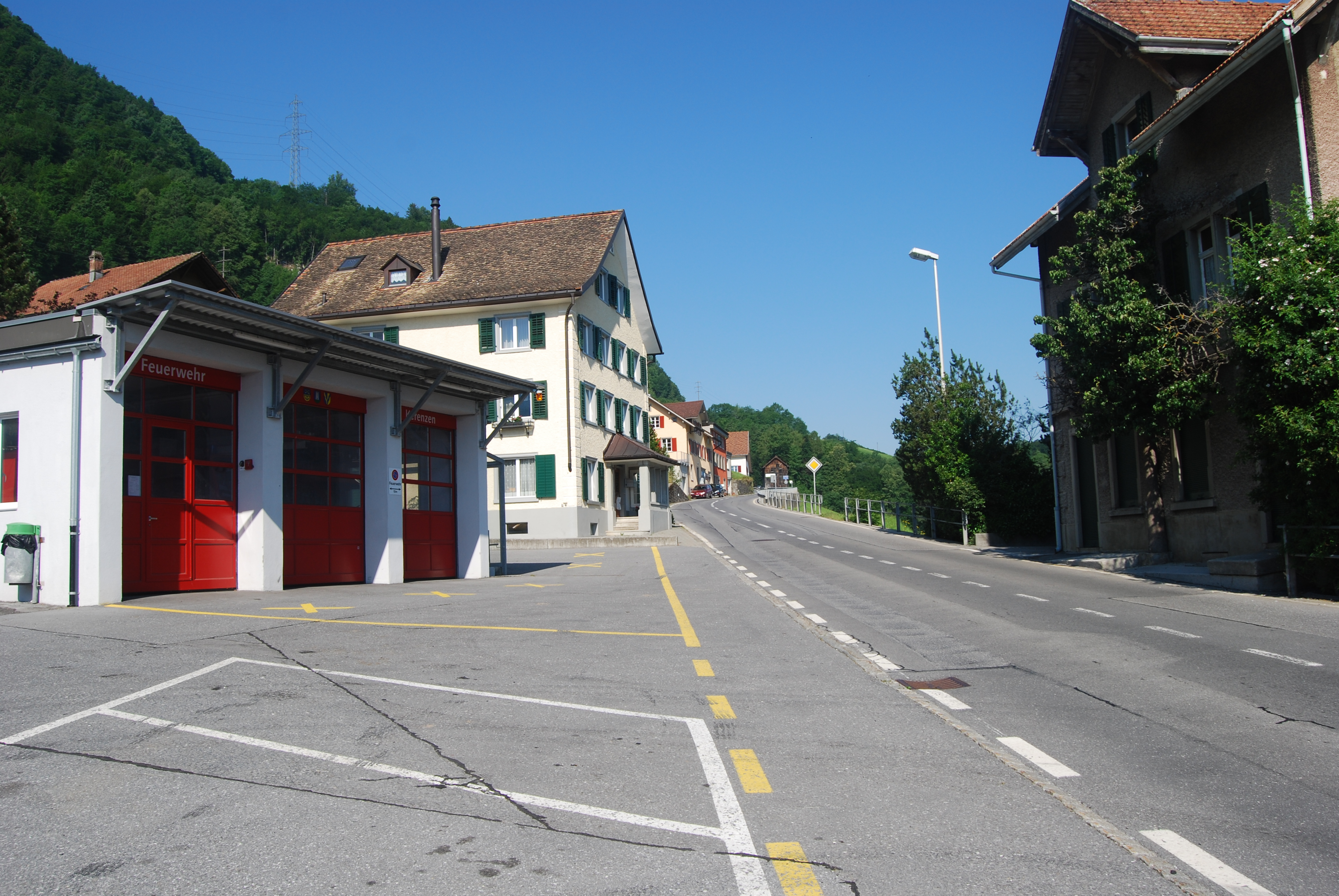
Zwischen Niederurnen und Mels wird die 380-kV-Leitung Sils–Fällanden, hier bei Obstalden, von den SBB mitbenutzt
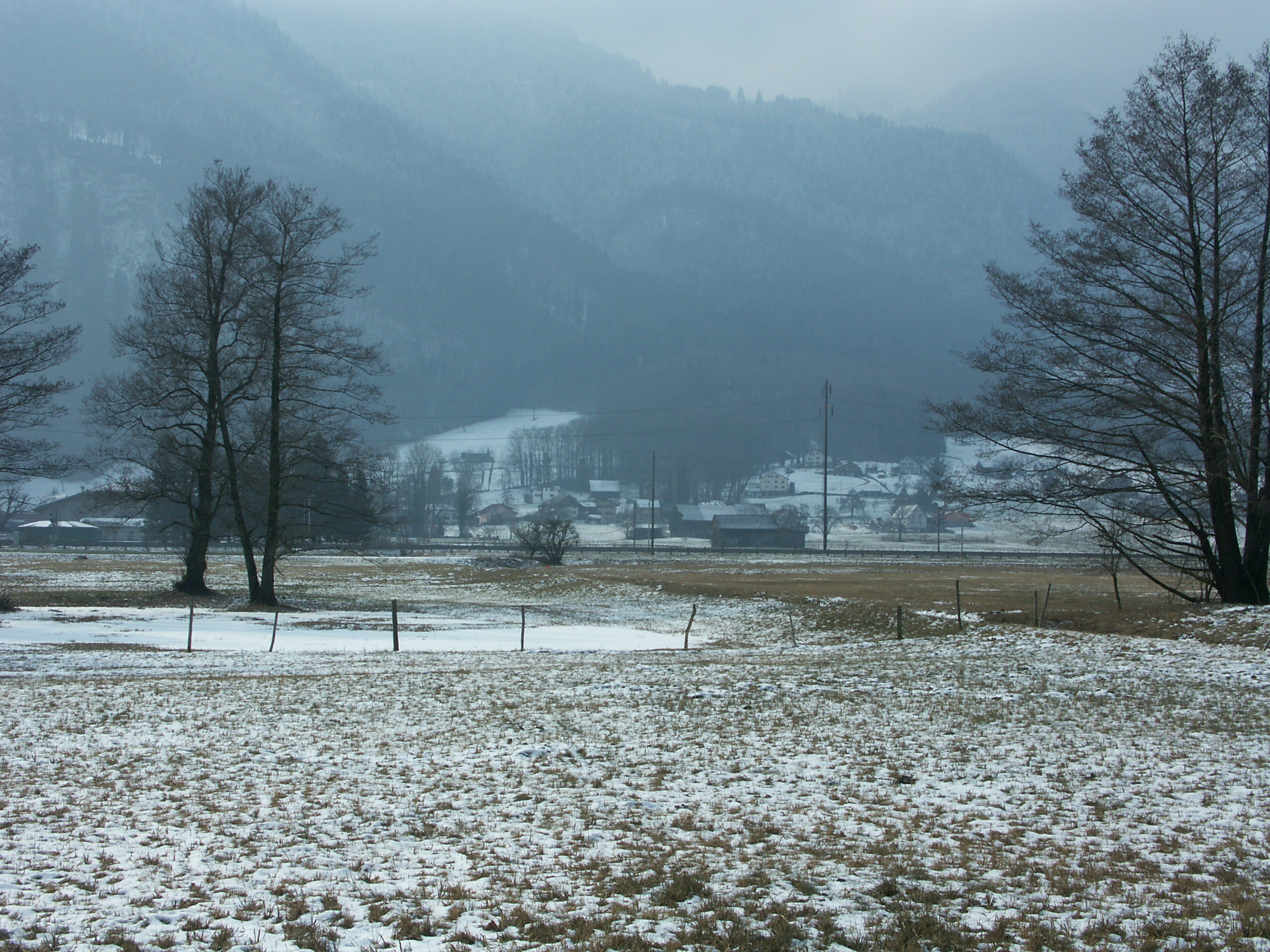
Dieselbe Bahnstromleitung, hier zweipolig und zwischen Reichenburg und Bilten, verläuft der linksufrigen Zürichseebahn entlang

## Geschichte

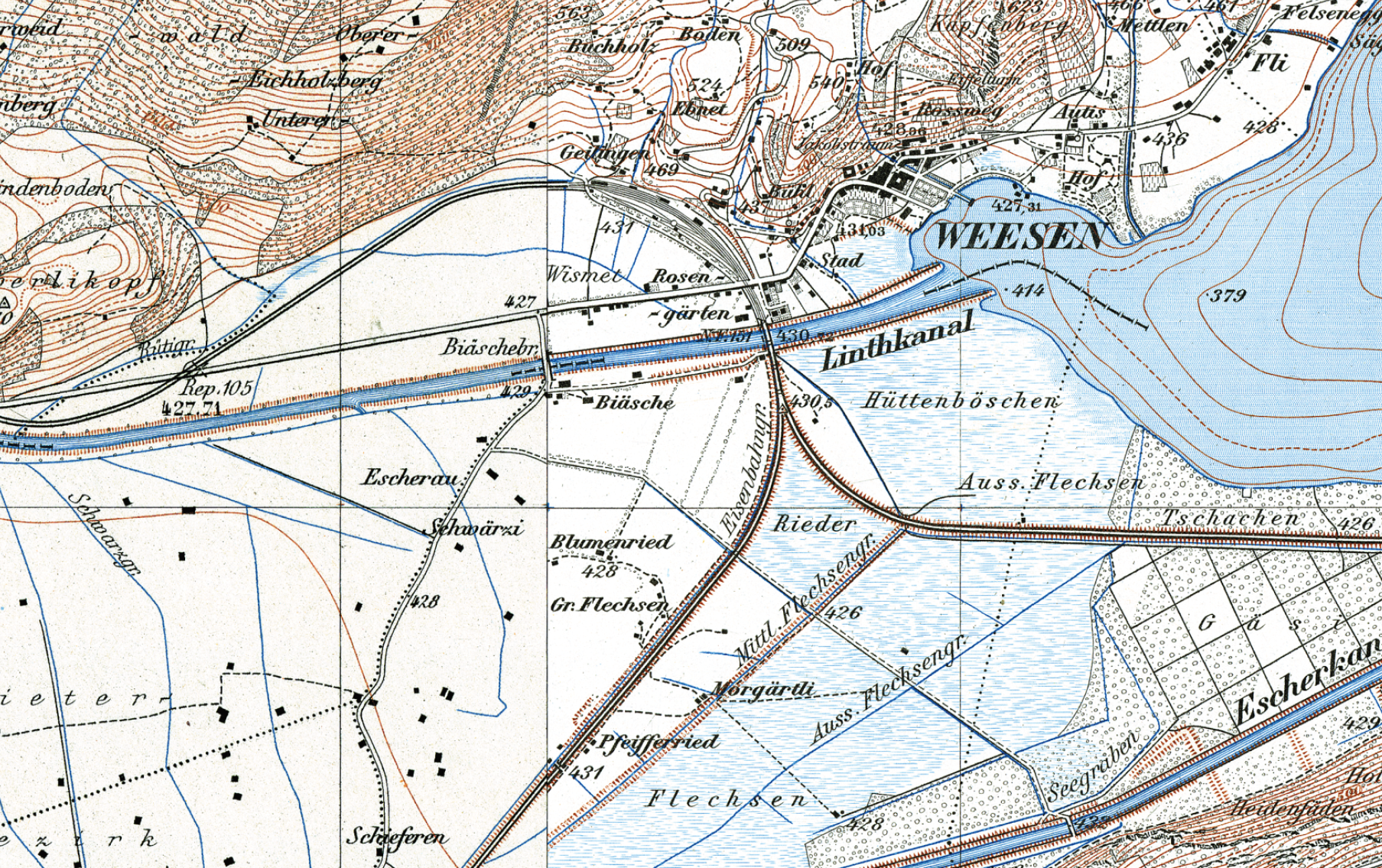
Bahnhof Weesen vor 1918 in unmittelbarer Nähe zum Dorf

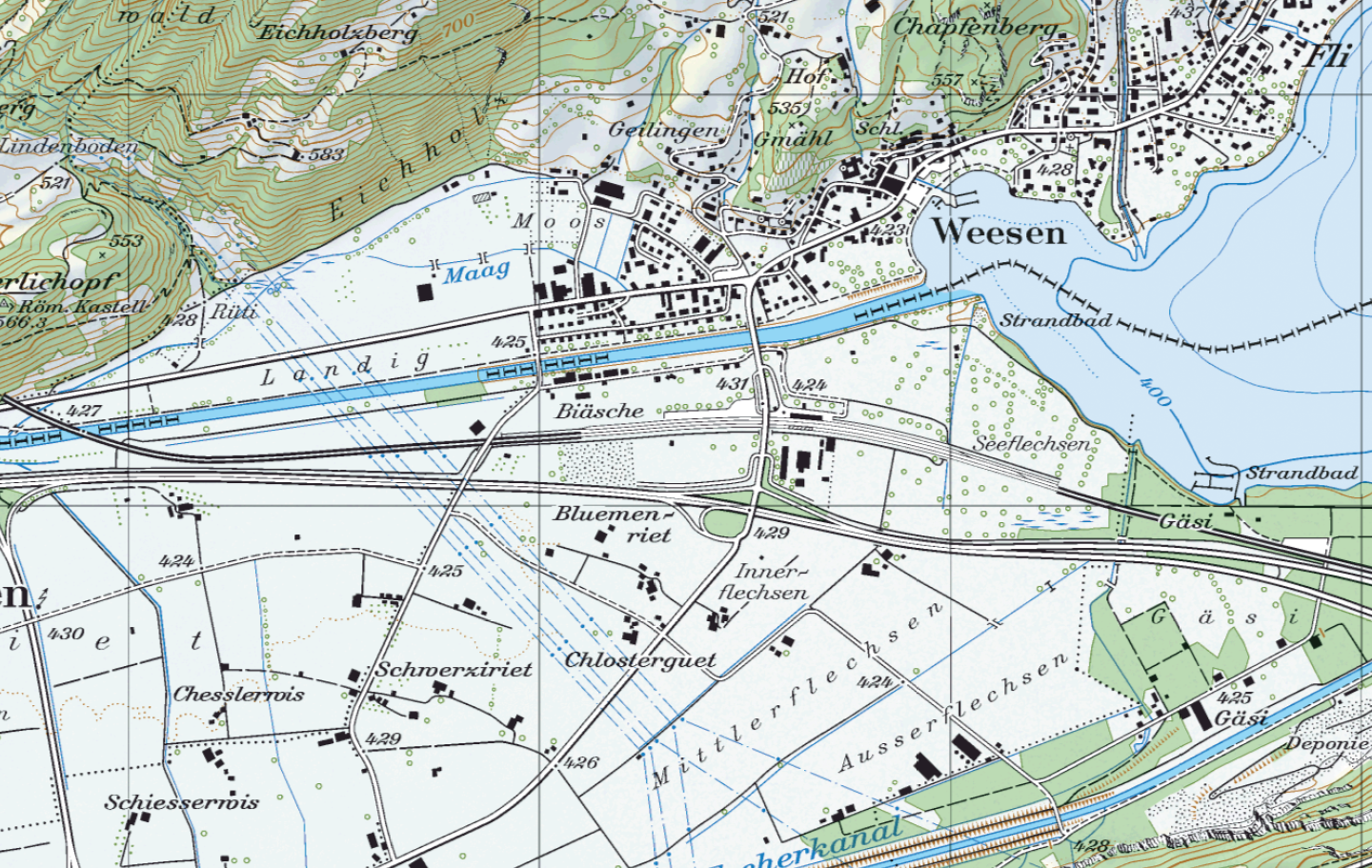
Bahnhof Weesen an der begradigten Strecke auf der anderen Seite des Linthkanals von 1969 bis 2014

Die Bahnstrecke Ziegelbrücke–Sargans mit der Fortsetzung nach Chur entstand aus Abschnitten verschiedener Eisenbahnstrecken der Vereinigten Schweizerbahnen (VSB), die unabhängig voneinander in Betrieb genommen wurden. Als Erstes wurde der Betrieb zwischen Chur und Sargans als Teil der Strecke Chur–Rheineck am 1. Juli 1858 aufgenommen. Am 15. Februar 1859 wurde der Betrieb auf der Strecke Sargans–Murg und zwischen Ziegelbrücke und Weesen als Teil der Strecke Rüti–Weesen–Glarus aufgenommen. Am 1. Juli desselben Jahres folgte die Strecke Murg–Weesen.
Bis 1875 verkehrten alle Schnellzüge von und nach Chur über Uster–Rapperswil, da die Strecke Thalwil–Pfäffikon SZ der Nordostbahn (NOB) noch nicht fertiggestellt war.
Bereits 1918 wurde der Personenverkehr auf dem Teilstück Weesen–Näfels der ehemaligen VSB-Strecke Rüti–Weesen–Glarus wieder eingestellt, weil die Anbindung des Glarnerlandes über die ehemalige NOB-Strecke geeigneter erschien. Der stillgelegte Abschnitt wurde 1931 abgebrochen.

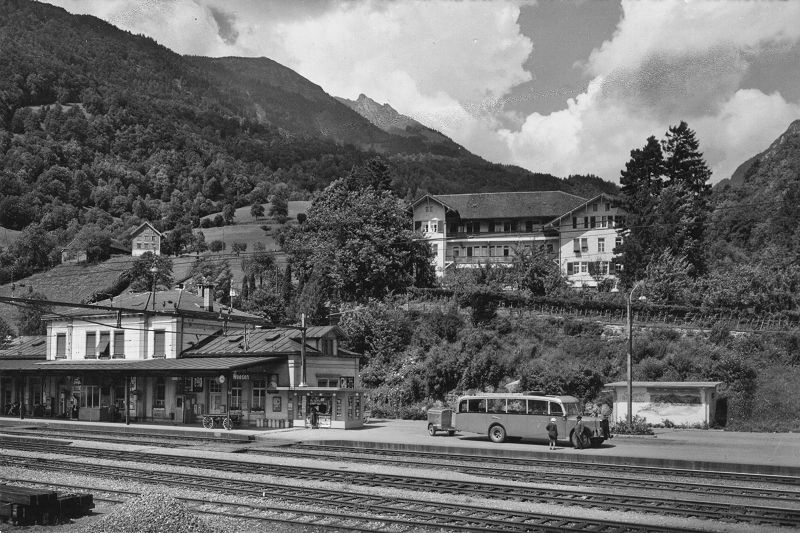
Bahnhof Weesen um 1958 mit einem abfahrbereiten Bus des Autobetriebs Weesen-Amden

In den nachfolgenden Jahren wurde die Strecke begradigt und auf Doppelspur ausgebaut. Als Erstes wurde 1941 der Bommerstein-Tunnel östlich von Mols verlegt. 1961 wurde der doppelspurige Kerenzerbergtunnel eröffnet, welcher die einspurige Strecke entlang des Walensees westlich von Murg ersetzte. Das alte Trassee wurde für den Bau der Walenseestrasse verwendet, wobei die Tunnel aufgeweitet werden mussten. Sie ist heute noch als nördliche Fahrspur (Fahrtrichtung Zürich) der Autobahn A3 in Betrieb. 1969 wurde die Strecke zwischen dem Westportal des Kerenzerbergtunnels und Ziegelbrücke begradigt, wofür die Station Weesen von der Nordseite des Linthkanals auf die Südseite verlegt sowie eine neue Linthkanalbrücke und der Biberlikopftunnel gebaut wurden.

## Verkehr

### Personenverkehr

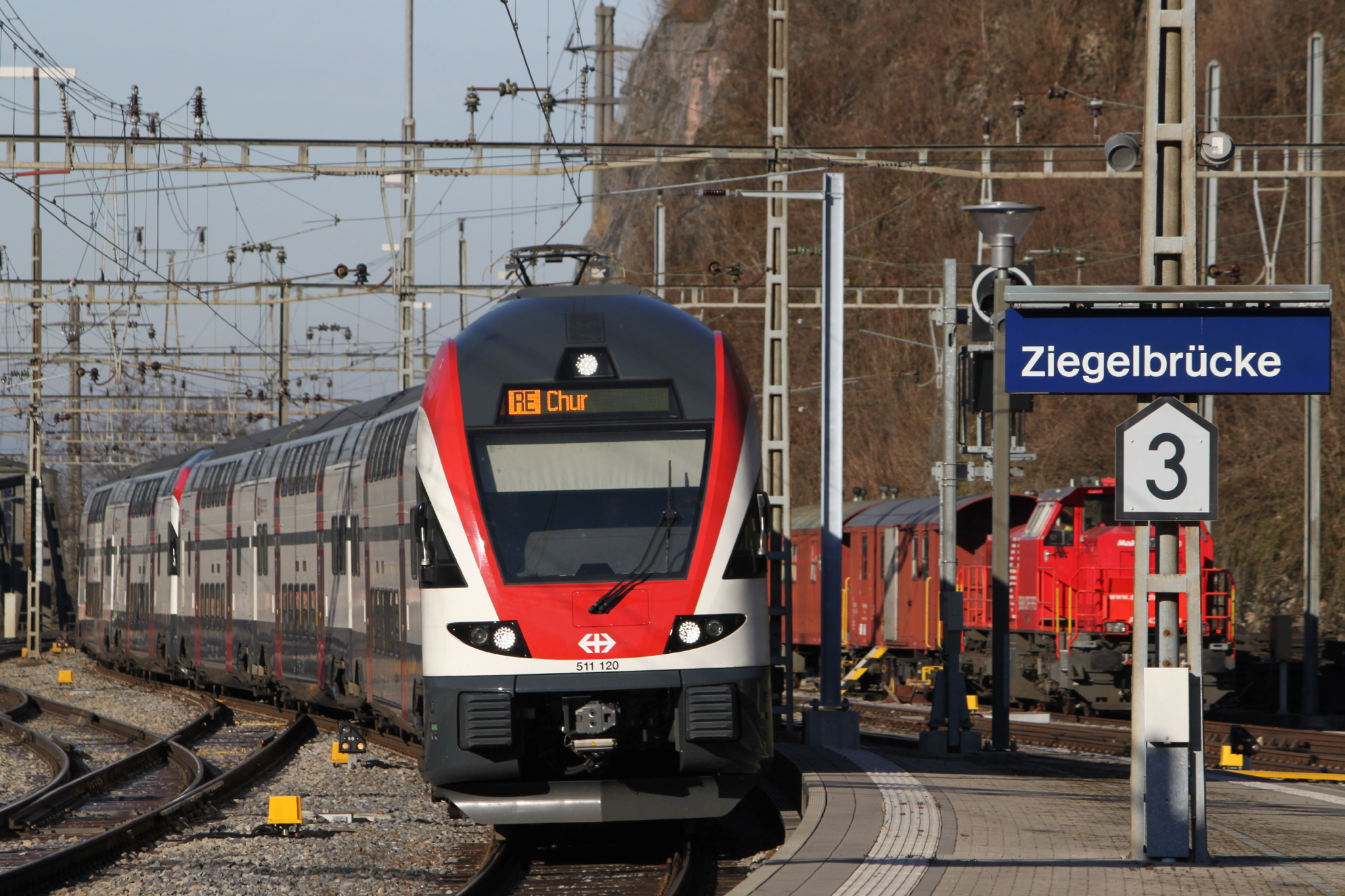
RegioExpress von Zürich HB nach Chur in Ziegelbrücke

2018 verkehrten zwischen Zürich und Chur stündlich ein oder zwei InterCity und ein RegioExpress. Während die InterCity-Züge vorwiegend aus IC2000-Wendezugeinheiten mit Lokomotiven der Baureihe SBB Re 460 bestanden, kamen auch Pendelzüge und lokbespannte Züge aus Einheitswagen und (teilweise ehemaligen) EuroCity-Wagen mit einer Zuglokomotive vom Typ Re 420 oder Re 460 vor. Ab 2012 wurde das Angebot im IC-Verkehr schrittweise ausgebaut, sodass 2020 während der Hauptverkehrszeiten ein Halbstundentakt bestand. Die InterRegios (Basel SBB – Zürich HB – Chur) wurden Ende 2013 auf Stadler-Doppelstockzüge (RABe 511) umgestellt, verkehren seither unter der Bezeichnung RegioExpress und werden auch nicht mehr über Zürich nach Basel durchgebunden, dafür halten sie zusätzlich in Siebnen-Wangen und Walenstadt. Damit fielen auch InterRegios weg, die zweimal täglich eine Fortsetzung von Basel nach Hamburg-Altona hatten. Diese zwei Zugläufe verkehrten als EuroCity, hatten aber dieselbe Haltefrequenz wie die IR. Seit Dezember 2015 verkehren hingegen drei aus Hamburg-Altona kommende Intercity-Express von Zürich weiter nach Chur und verkehren jeweils anstelle eines InterCitys.
Auch per Ende 2013 wurden die Regionalzüge umgestellt. Statt eines NPZ, der von Ziegelbrücke nach Chur fuhr, fährt nun die S 4 der S-Bahn St. Gallen mit einem Stadler Flirt und bedient die Bahnhöfe zwischen Ziegelbrücke und Sargans. Der Bahnhof Weesen wird seit dieser Umstellung nicht mehr bedient, dafür fährt die Buslinie Ziegelbrücke–Amden des Autobetrieb Weesen-Amden im Halbstundentakt.
Bis Ende 2024 wurde die S 2 der S-Bahn Zürich zur Erschliessung des Skigebiets Flumserberg vereinzelt nach Unterterzen (ohne Halt auf den Zwischenstationen) verlängert, meist am Wochenende. Dies wird nicht mehr durchgeführt, seither hält stattdessen der IR 35 immer in Unterterzen, was dort einen Halbstundentakt in beide Richtungen ergibt
- Chur – Zürich HB – Basel SBB – Frankfurt – Hamburg-Altona/Kiel
- 3 Basel SBB – Zürich HB – Chur   BZ FS RZ, ( oder )
- 35 Bern – Burgdorf – Olten – Zürich HB – Chur  FS  (Aare Linth)
- S 17 Sargans – Ziegelbrücke – Uznach – Rapperswil  (verkehrt in der Gegenrichtung als S4 via St. Gallen weiter nach Rapperswil)

### Güterverkehr
Das Güteraufkommen ist hier sehr hoch, da dies die Transitstrecke nach Vorarlberg und das weitere Österreich ist. Die Züge ab Frankreich (Mulhouse) und der Schweiz (Rangierbahnhof Limmattal) zum Rangierbahnhof Hall in Tirol benutzen die Strecke über den Grenzübergang Buchs und nicht via St. Margrethen. Der Übergang bei St. Margrethen wird nur von Zügen von und zum Rangierbahnhof Wolfurt benutzt. Der Rangierbahnhof Buchs bedient hingegen das gesamte schweizerische Rheintal.